# Trilogy (альбом Carpenter Brut)
Trilogy (с англ. — «Трилогия») ― альбом-сборник французского музыканта Франка Уэзо, известного под псевдонимом Carpenter Brut. Пластинка вышла 10 февраля 2015. В данный альбом вошли композиции из трёх мини-альбомов: EP I, EP II и EP III.
Альбом записан в основном в жанре дарксинт, подвиде электронной музыки, но некоторые композиции совмещают в себе несколько стилей. Критики хорошо приняли сборник. В частности композиция «Turbo Killer» попала в список лучших синтвейв-композиций, звучание которых перекликается с жанром метал. «Мир Фантастики» назвал Trilogy лучшим произведением в жанре на момент 2015 года.

## История
В сборник вошли композиции из прошлых релизов Франка: EP I, EP II и EP III. Первый из них музыкант выпустил в 2012 году, второй — в 2013 году, а третий вышел в январе 2015 года. Релиз EP I и EP II состоялся на лейбле BlackBvs Records, а EP III вышел на собственном лейбле Франка — No Quater Prod. По признанию музыканта, то, что альбомов было выпущено именно три — не случайно. Уэзо заявил, что его привлекают кинотрилогии, так как их продолжительность позволяет «создавать интересные миры». При этом в каждой пластинке специально содержалось по шесть композиций, чтобы при последовательном совмещении пластинок получалось число 666. Франк сперва планировал нанять дизайнеров, чтобы те создали обложки для мини-альбомов. Однако у него не хватало на это денег, поэтому он решил поместить на обложки отредактированные иллюстрации. Кроме этого Уэзо хотел, чтобы в одной из композиций EP III пели Depeche Mode. Carpenter Brut отослал данную песню менеджеру группы, но не получил ответа. Тогда Франк попросил спеть вокалиста из Erevan Tusk. Он согласился, и в итоге проделанная работа певца впечатлила Carpenter Brut. На создание мини-альбомов повлияли различные жанры музыки и творчество различных кинорежиссёров. В частности артист стремился сделать музыку динамичной и жестокой, вдохновляясь фильмами Тарантино, так как, по его заявлению, «истории во французском стиле, рассказывающие о жизни пары» ему надоели. Также Уэзо специально выбрал определённые темы, которым посвящён альбом, чтобы иметь представление, в каком стиле создавать композиции. Данный сборник был выпущен 10 февраля 2015 года.
После релиза сборника музыкант пообещал сделать новый студийный релиз. Он заявил, что после Trilogy он запишет концертный альбом, а затем отправится в тур после выхода новой пластинки. Ей стала Leather Teeth, которая вышла в 2018 году. Создавая данный альбом, артист вдохновлялся именно Trilogy. Некоторые композиции из сборника были включены в саундтрек игры Hotline Miami 2: Wrong Number. По заявлению музыканта, он не планировал вставлять их в игру. Разработчики с ним связались и попросили несколько песен. В интервью Уэзо сказал, что его забавляет то, что люди считают, будто Carpenter Brut сочинил музыку для Hotline Miami.

### Видеоролики
К композиции «Turbo Killer» в 2016 году вышел видеоклип. Его снял французский режиссёр Сет Икерман. Франк с ним познакомился, когда Сет делал трейлер к фестивалю Festival de l’Etrange in Tours. Уэзо понравилось работать с ним, и в результате музыкант нанял Икермана для создания ролика. Съёмочная команда была небольшой, бюджет тоже был ограничен. Из-за этого, по словам Сета, их съёмочная площадка представляла из себя зелёный экран. Несмотря на малое финансирование, группа смогла разработать сценарий и самостоятельно занималась постпродакшеном. Клип демонстрирует погоню на гоночных машинах и спасение из заточения и выполнен в стилистике фильмов-слешеров 80-х годов. Ролик был тепло принят фанатами музыканта. В комментариях под видео на YouTube они просили продолжение. Из-за этого давняя задумка команды, снявшей видеоролик, создать фильм с участием Carpenter Brut воплотилась в виде фильма «Кровь машин» от того же режиссёра.
Кроме этого свой видеоклип получила композиция «Anarchy Road». Его сняла команда режиссёров Deka Brothers, которая в 2013 году уже работала с музыкантом, сняв трейлер к EP II. Обложку мини-альбом создали на основе кадра из этого видеоролика.

## Об альбоме
По заявлению артиста, три темы, о которых поётся в мини-альбомах, — ужасы, боевики и апокалипсис. Франк отметил, что всегда интересовался именно этими вещами. Большинство композиций звучат агрессивно и динамично. Кроме этого артист сказал, что первая песня первого мини-альбома посвящена побегу, а последняя композиция последней пластинки — вторжению, из-за чего сборник представляет собой «замкнутый круг». При этом музыкант не уточнил, каким именно вторжению и побегу посвятил работы.
Альбом записан в жанре дарксинт, подвиде электронной музыки. В песнях активно используются синтезаторы. Некоторые композиции напоминают метал, как, например «Turbo Killer». Название данной песни является сочетанием названий альбомов Judas Priest: Turbo и Painkiller. Однако другие композиции совмещают в себе иные жанры и используют разнообразные инструменты. К примеру, в «Paradise Warfare» используются саксофоны. Песни различаются по настроению: некоторые могут быть жестокими, а другие — более спокойные. Например, «Wake Up the President» динамичный и «зловещий», а «Disco Zombi Italia» более жизнерадостный. При этом стиль трёх мини-альбомов различается. EP I «наполнен грувом», EP II похож на «фанк-фестиваль», а заключительный EP III звучит, как зловещее произведение из научной фантастики. Несмотря на это критики отмечали, что композиции хорошо подходят друг другу. Само же звучание напоминает работы Джона Карпентера.

## Восприятие
| Оценки критиков | Оценки критиков |
| Источник        | Оценка          |
| --------------- | --------------- |
| Sputnikmusic    | [ 26 ]          |

Сборник был тепло принят критиками. Критик MetalSucks назвал композицию «Turbo Killer» одной из лучших песен синтвейв-музыкантов, звучание которой перекликается с металом. На сайте Electrozombies Trilogy попал в список десяти лучших альбомов в жанре синтвейв. Критик отметил, что данный релиз — один из самых известных в жанре, а композиции «Roller Mobster» и «Turbo Killer» являются яркими примерами звучания дарксинта. Схожим мнением поделился Александр Киселёв из «Мира фантастики». Он написал, что данный сборник — лучший представитель жанра на момент 2015 года, сравнимый с Dangerous Days от Perturbator. Критик сайта Sputnikmusic отметил, что несмотря на большую длительность альбома (около 81 минуты), он достоин внимания. Также рецензент заявил, что альбом звучит просто, поэтому любой может начать его слушать.

## Список композиций
| №   | Название                     | Длительность |
| --- | ---------------------------- | ------------ |
| 1.  | «Escape from Midwich Valley» | 6:43         |
| 2.  | «Disco Zombi Italia»         | 5:17         |
| 3.  | «L.A Venice Bitch 80’s»      | 4:11         |
| 4.  | «Wake Up the President»      | 4:16         |
| 5.  | «347 Midnight Demons»        | 4:14         |
| 6.  | «Le Perv»                    | 4:16         |
| 7.  | «Roller Mobster»             | 3:34         |
| 8.  | «Meet Matt Stryker»          | 4:05         |
| 9.  | «Obituary»                   | 4:27         |
| 10. | «Looking for Tracy Tzu»      | 4:17         |
| 11. | «Sexkiller on the Loose»     | 3:42         |
| 12. | «Hang’Em All»                | 5:37         |
| 13. | «Division Ruine»             | 3:35         |
| 14. | «Paradise Warfare»           | 4:14         |
| 15. | «Run, Sally, Run!»           | 4:47         |
| 16. | «Turbo Killer»               | 3:28         |
| 17. | «Anarchy Road»               | 3:33         |
| 18. | «Invasion A.D»               | 6:40         |